# ورزشگاه هارد راک

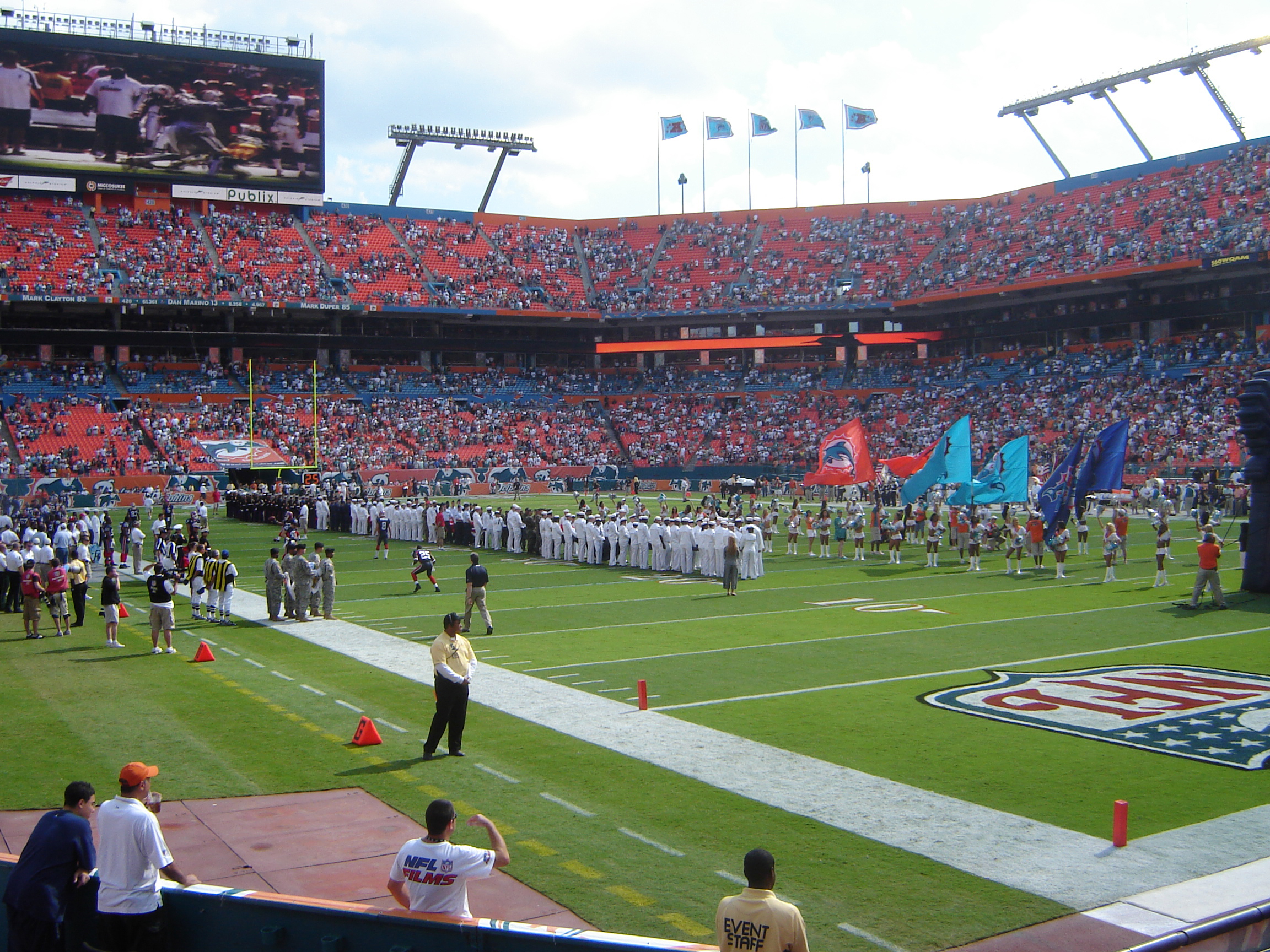

ورزشگاه هارد راک (به انگلیسی: Hard Rock Stadium) با ظرفیت ۷۵٬۵۴۰ نفر در شهر میامی گاردنس ایالت فلوریدا واقع شده‌است. این ورزشگاه در تاریخ ۱۹۸۷ تأسیس شد و دارای زمین چمن می‌باشد.